# Pentafluoruro di fosforo
Il pentafluoruro di fosforo o fluoruro di fosforo(V) è il composto inorganico binario del fosforo pentavalente con il fluoro, avente formula molecolare PF5. Formalmente, è una molecola ipervalente ed inaugura i pentafluoruri degli elementi del gruppo dell'azoto, dato che NF5, almeno in condizioni ambiente, non è noto, sebbene possa esistere come composto stabile ad alte pressioni.
In condizioni normali è un gas incolore di odore pungente, tossico, sensibile all'umidità dell'aria e facilmente idrolizzabile, non infiammabile e più pesante dell'aria. In questo composto il fosforo è al suo massimo stato di ossidazione, +5. Inoltre, PF5 è un importante acido di Lewis che, catturando un anione fluoruro (F−), produce l'altrettanto importante anione esafluorofosfato PF6−, utilizzato nelle batterie al litio. Viene anche usato come catalizzatore in reazioni di polimerizzazione ionica.

## Storia
Il pentafluoruro di fosforo fu scoperto e descritto per la prima volta dal chimico britannico Thomas Edward Thorpe nel 1876.

## Proprietà e struttura molecolare
PF5 è un composto molecolare nonostante che la differenza di elettronegatività tra F e P sia notevole, pari a 1,79 sulla scala Pauling, che è un valore vicino alla soglia per la ionicità del legame (> 1,8). Termodinamicamente è un composto molto stabile: ΔHƒ° = -1.594,41 kJ/mol. La molecola ha forma di bipiramide trigonale con l'atomo di fosforo al centro che forma cinque legami con altrettanti atomi di fluoro posti ai vertici della bipiramide stessa; la molecola ha quindi simmetria appartenente al gruppo puntuale D3h.
Questa struttura è in accordo con le previsioni dell'ibridazione sp3d dell'atomo di fosforo e anche con il modello VSEPR (molecola del tipo AX5). Non essendo la bipiramide trigonale un poliedro regolare, gli atomi di fluoro non sono tutti equivalenti: i tre atomi ai vertici del triangolo di base della bipiramide sono tra loro equivalenti e sono detti equatoriali, come pure sono equivalenti i due ai due vertici della bipiramide, che sono detti assiali, ma questi due gruppi di atomi di F sono tra loro differenti.

### Struttura in fase gassosa
Studi di diffrazione elettronica in fase gassosa hanno fornito due valori di lunghezze di legame P–F (assiali ed equatoriali): P−Fax = 157,7 pm and P−Feq = 153,4 pm. Entrambe queste lunghezze di legame sono comunque inferiori alla somma dei rispettivi raggi covalenti di P e F (164 pm) e, a maggior ragione, a quella dei raggi ionici (171 pm). L'accorciamento è dovuto, almeno in parte significativa, alla notevole differenza di elettronegatività che induce forte polarità nei legami.

### Struttura in soluzione
Misure di spettroscopia 19F-RMN condotte anche a −100 °C non sono però riuscite a distinguere i segnali degli atomi di fluoro assiali ed equatoriali, indicando che su una scala dei tempi dell'ordine dei millisecondi i cinque atomi di fluoro sono tutti equivalenti. Questo risultato è stato interpretato ammettendo un rapido scambio degli atomi di fluoro tra le posizioni assiali ed equatoriali, con un meccanismo noto come pseudorotazione di Berry, con una barriera energetica, calcolata con metodi ab initio, di 4,8 kcal/mol. Il nome del meccanismo deriva dal chimico statunitense R. Stephen Berry, che introdusse questo concetto nel 1960.

### Struttura nello stato cristallino
Al di sotto del punto di fusione di -93,8 °C il composto, come evidenziato dalla cristallografia a raggi X, cristallizza nel sistema esagonale con gruppo cristallino P63/mmc con costanti di reticolo a = 556 pm e c = 618 pm (c/a = 1,11) con due molecole nella cella elementare. L'analisi dei dati cristallografici ha mostrato valori simili alla fase gassosa e, anche nel cristallo, si riscontra la presenza di due diverse distanze di legame P–F (assiali ed equatoriali): P−Fax = 158,0 pm e P−Feq = 152,2 pm.
È interessante notare come il PF5 mantenga allo stato solido la presenza di molecole discrete e sia quindi un solido molecolare; questo a notevole differenza degli altri pentaalogenuri di fosforo isoelettronici di valenza che allo stato solido sono composti ionici di tipo salino: il pentacloruro di fosforo PCl5, che è molecolare e covalente in fase gassosa, nel cristallo è formato da cationi PCl4+ tetraedrici e anioni PCl6− ottaedrici, e il pentabromuro di fosforo PBr5 cristallino è formato da cationi PBr4+ e Br− (il PI5 è piuttosto instabile e meno conosciuto).

### Chimica ionica in fase gassosa
La molecola PF5 ha un potenziale di ionizzazione di 15,54 eV (valore verticale), un valore molto alto, quasi uguale al corrispondente valore di AsF5 (15,53 eV) e vicino al potenziale normale (adiabatico) della molecola F2 (15,697 eV). Per confronto, in PF3, dove è presente P(III) e con due fluori in meno, il valore è decisamente inferiore, pari a 11,38 eV.

#### Affinità elettronica
La molecola del pentafluoruro di fosforo, non radicalica, può catturare un elettrone e generane in tal modo lo ione radicalico [PF5]−•. Tuttavia, l'affinità elettronica di PF5 è molto piccola (0,75 ± 0,15 eV) e non tanto diversa da quella di SF6 (1,05 ± 0,10 eV); questi valori che per specie radicaliche confrontabili sono invece molto più alti: 3,56 eV per •PF4 e ~ 4,2 eV per •SF5.
La specie PF5− è stata esaminata con calcoli quantomeccanici, dai quali si trova che la sua struttura è piramidale a base quadrata, con l'atomo di fosforo posto in prossimità del centro del quadrato di base ma appena sollevato rispetto ad esso, con 4 atomi F ai vertici della base quadrata e un quinto F nel vertice della piramide; la simmetria dello ione molecolare è C4v; i 4 legami P−F sulla base, detti anch'essi equatoriali, sono di 166,2 pm, mentre il legame P−F assiale, più corto, è di 161,0 pm; l'angolo Fax−P−Feq è di 90,6°.

#### Affinità per lo ione fluoruro
Il pentafluoruro di fosforo in fase gassosa può catturare uno ione fluoruro esotermicamente, agendo da acido di Lewis, per dare lo ione esafluorofosfato PF6− isoelettronico all'esafluoruro di zolfo SF6, dove PV è esacoordinato e ottaedrico (simmetria Oh):
PF5 + F−   →   PF6−
La variazione di entalpia standard cambiata di segno per reazioni come questa è nota come «affinità per lo ione fluoruro» (fluoride ion affinity, FIA) e quantifica la forza dell'acido di Lewis (Lewis acidity) nei confronti dello ione fluoruro, il quale in fase gassosa costituisce una base di riferimento.
Per il PF5 questa affinità è grande, -ΔHr° = 384 kJ/mol, superiore a quella di BF3 (346 kJ/mol). Similmente, ma meglio, fanno gli analoghi pentafluoruri degli elementi sottostanti AsF5 (439 kJ/mol) e SbF5 (496 kJ/mol), mentre l'affinità di BiF5 è stimata essere intermedia tra questi due.

## Sintesi
PF5 si può preparare fluorurando il pentacloruro di fosforo PCl5 con trifluoruro di arsenico AsF3:
3 PCl5 + 5 AsF3   →   3 PF5 ↑ + 5 AsCl3
Il pentafluoruro di fosforo si libera come gas e rimane AsCl3 liquido.
Un altro metodo di sintesi consiste nel bromurare ossidativamente il trifluoruro di fosforo con bromo e successivo riscaldamento che causa una reazione di redistribuzione:
PF3 + Br2   →   PF3Br2
5 PF3Br2   →   3 PF5 (g) + 2 PBr5 (s)
Alternativamente, PF5 si può ottenere per decomposizione termica di NaPF6 o Ba(PF6)2:
Ba(PF6)2  (Δ)    →    BaF2 + 2 PF5

## Reattività
PF5 è un gas termicamente stabile ma molto reattivo e sensibile all'acqua. A contatto con aria umida fuma e forma trifluoruro di fosforile F3P=O, altro tipico composto di P(V), con liberazione di fluoruro di idrogeno:
PF5 + H2O   →   POF3 + 2 HF
L'idrolisi in presenza di acqua passa attraverso vari intermedi, tra cui l'acido difluorofosforico (HF2PO2), il monofluorofosforico (H2FPO3) e infine, con acqua in eccesso, si ottiene una soluzione di acido ortofosforico e fluoruro di idrogeno:
PF5 + 4 H2O   →   H3PO4 + 5 HF
PF5 è un acido di Lewis piuttosto forte e forma complessi con basi azotate come ammine in genere e piridine e, con basi all'ossigeno come atomo donatore, con eteri e solfossidi; in soluzioni contenenti alte concentrazioni di ioni fluoruro si comporta da accettore formando l'anione ottaedrico esafluorofosfato PF6−, nel quale il fosforo raggiunge una configurazione del suo guscio di valenza con 12 elettroni.
Reagendo con il pentafluoruro di antimonio, che è un acido di Lewis parecchio più forte, PF5 mostra comportamento basico, cedendo uno ione fluoruro all'antimonio in SbF5, dando luogo al catione tetraedrico tetrafluorofosfonio PF4+, nel quale la vibrazione di stiramento dei legami P-F si colloca a frequenza insolitamente alta:
PF5 + 3 SbF5   →   [PF4]+ [Sb3F16] −
(l'anione [Sb3F16] – consiste in un esafluoroantimoniato che con 2 suoi fluori messi a ponte lega 2 molecole di SbF5, che ne diminuiscono la basicità, e può quindi essere riformulato come [SbF6] −· 2 SbF5).

## Indicazioni di sicurezza
PF5 è disponibile in commercio. È un gas molto tossico, che provoca ustioni a pelle, mucose e occhi. Reagisce violentemente con l'acqua liberando acido fluoridrico (tossico e corrosivo). Non ci sono dati che indichino proprietà cancerogene. Non ci sono dati sulla sua eventuale ecotossicità.